# Cescau (Ariège)
Cescau é uma comuna francesa na região administrativa de Occitânia, no departamento de Ariège.